# Li Yu av Södra Tang
Li Yu av Södra Tang, född 937, död 978, var en kinesisk monark. Han var kejsare av Södra Tangdynastin 961-976.